# 津球場公園内野球場
津球場公園内野球場（つきゅうじょうこうえんないやきゅうじょう）は、三重県津市にある岩田川にほど近い津球場公園内にある野球場。津市営球場と呼ばれるほか、単に津球場と呼ばれる。

## 概要
コンクリートむき出しの高い壁が球場全体を囲んでいる。1959年（昭和34年）完成。球場の敷地は、津空襲で焼失した東洋紡績津工場の跡地である。
全国高等学校野球選手権三重大会の試合会場として使用しているほか、過去に三重県で中日ドラゴンズでのプロ野球公式戦が開催された際に使用されていた歴史の古い野球場である（このほか、読売ジャイアンツも、中部読売新聞社（現・読売新聞東京本社中部支社）の創刊後数年間、オープン戦に限って主管試合を行ったことがあるが、現在東海3県でのオープン戦は長良川球場で主催している）。なお地元の県域テレビ局の三重テレビ放送の夏の高校野球中継は、かつては津球場と四日市市営霞ヶ浦第一野球場（四日市市）で開催される試合をテレビ放映していたが、2008年頃からは津球場での試合はほとんど放送されることがなくなった。1975年の第30回国民体育大会（三重国体）硬式野球競技（決勝など）の会場になった。
2010年から2011年まで存在した三重スリーアローズ（ジャパン・フューチャーベースボールリーグ→四国アイランドリーグplus）が本拠地として主催試合をおこなった。
2018年度（平成30年度）から2021年度（令和3年度）まで、約6億4400万円をかけて改装工事を行い、収容人数8,420人を維持しながら木製ベンチをプラスチック製に変更したほか、駐車場を旧市体育館跡地にまで広げて547台まで拡張した。2021年7月1日にリニューアルオープンすることが発表された。

## 施設概要
所在地:三重県津市本町31番1号 津球場公園内
- 両翼:91m
- 中堅:119m
- スコアボード:LED式
  - 2010年に改修されたものでボールカウントは「BSO」の順となっている。それまでのものはパネル式で右中間に設置されていた。
- 収容人数:8,420人[1]
- 照明設備:6基
- 駐車場:547台[1]

## アクセス
- JR・近鉄津駅から三重交通バス「伊予町」下車徒歩3分、または近鉄津新町駅より徒歩15分。
- 伊勢自動車道・津インターチェンジより車で15分。